# ヨハネスブルグ美術館
ヨハネスブルグ美術館（ヨハネスブルグびじゅつかん、アフリカーンス語:  Johannesburgse Kunsmuseum、英:  Johannesburg Art Gallery）は、南アフリカ共和国の美術館。ハウテン州ヨハネスブルグのジュベール公園内に位置している。英語の愛称はJAG（英:  Johannesburg Art Gallery）。開館は1915年。

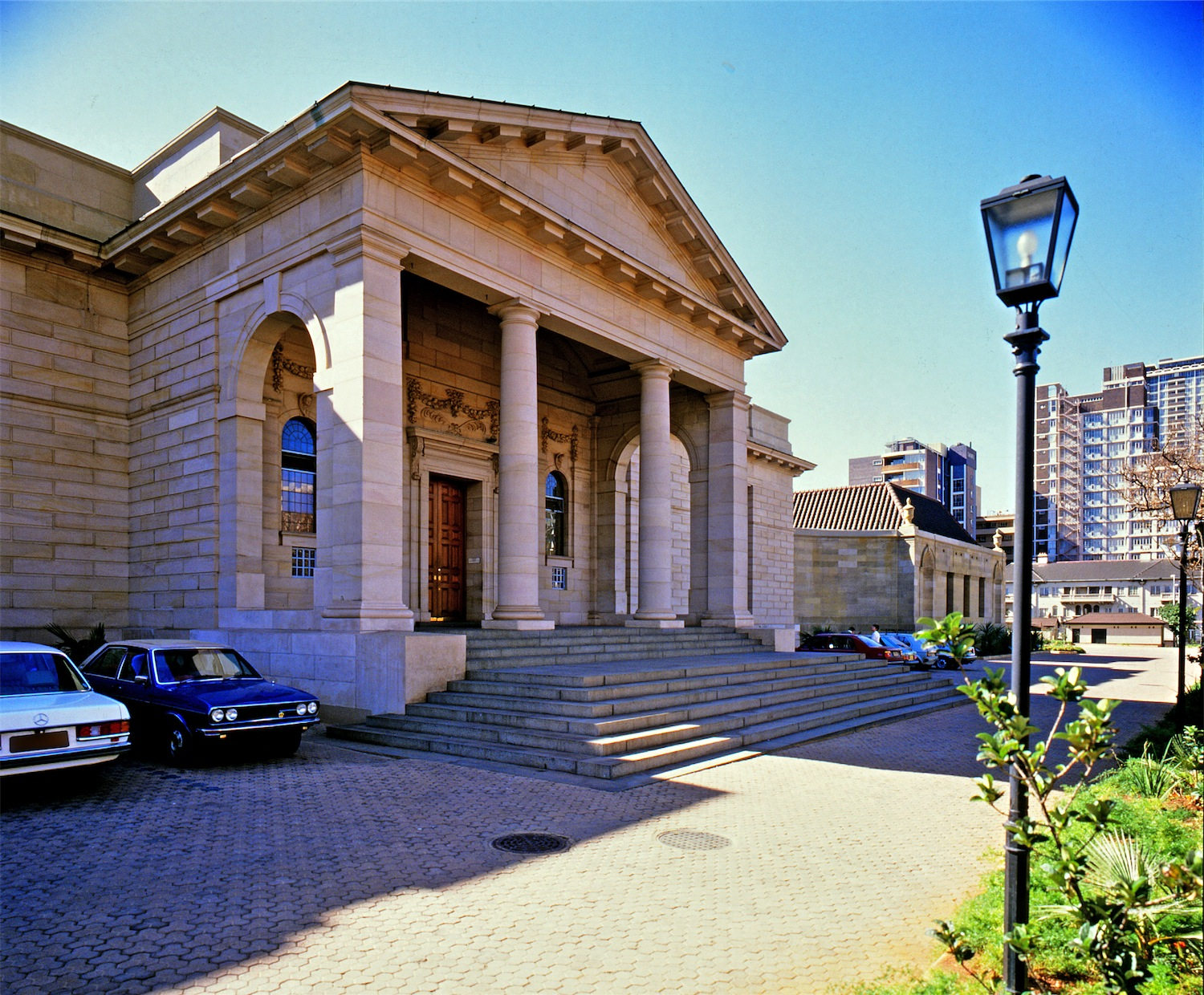
ヨハネスブルグ美術館の外観

美術館の建物は、イギリスの建築家エドウィン・ラッチェンスによって設計された。
営業日は毎週火曜日〜日曜日。元日（英: New Years' Day）、聖金曜日（英: Good Friday）、クリスマス（英: Christmas）、親善の日（デイ・オブ・グッドウィル、旧・ボクシングデー、英: Day of Goodwill, formerly Boxing Day）を除く祝日にも営業。
営業時間は10時〜17時。

## 収蔵品
収蔵品の総数は10,000点以上。近現代美術の収蔵数は、サハラ以南のアフリカで最多。
収蔵品の主なジャンルは以下のようなもの。
- 17世紀のオランダ絵画
- 18世紀・19世紀のイギリスおよびヨーロッパの美術
- 19世紀の南アフリカ作品
- 20世紀の南アフリカおよび世界中の現代美術
- 15世紀から現代までの作品を含んだ版画ポートフォリオ

現在はアフリカおよび南アフリカの現代美術を重点的に収集している。